# 紅、白、藍的挪威
《紅、白、藍的挪威》（挪威語：Norge i rødt, hvitt og blått）是一首挪威愛國歌曲，創作於挪威被納粹德國佔領期間，1946年第一次公開發表。作詞人包括芬·布約、阿留德·菲德博爾格和托比亞斯·貝倫霍夫特；作曲人是瑞典音樂家拉爾斯-埃里克·拉爾松。